# Sunagocia otaitensis
Sunagocia otaitensis är en fiskart som först beskrevs av Cuvier 1829.  Sunagocia otaitensis ingår i släktet Sunagocia och familjen Platycephalidae. Inga underarter finns listade i Catalogue of Life.